# Tituria sagittata
Tituria sagittata är en insektsart som beskrevs av Cai och Shen 1999. Tituria sagittata ingår i släktet Tituria och familjen dvärgstritar. Inga underarter finns listade i Catalogue of Life.